# 대전 하나 CNJ
대전 하나 CNJ(DH.CNJ)는 대한민국의 발로란트 프로게임단이다.

## 연혁
- 2022년 1월 20일 : CNJ esports 창단
- 2022년 4월 14일 : 대전 하나 시티즌의 네이밍 스폰 계약 체결에 의해 대전 하나 CNJ로 팀명 변경[1]

## 소속 선수
- 감독 : 구태균
- 분석관 : 정래엽

| 이름 | 아이디 | 비고 |
| ---- | ------ | ---- |
|      |        |      |
|      |        |      |
|      |        |      |
|      |        |      |
|      |        |      |

## 주요 성적
- 2022 발로란트 챌린저스 코리아 스테이지 2 7위
- 2023 WCG 발로란트 챌린저스 코리아 스테이지 1 6위
- 2023 WCG 발로란트 챌린저스 코리아 스테이지 2 8위

## 같이 보기
- 대전 하나 시티즌